# Aquebogue
Aquebogue es un lugar designado por el censo ubicado en el condado de Suffolk en el estado estadounidense de Nueva York. En el año 2000 tenía una población de 2254 habitantes y una densidad poblacional de 226 personas por km².

## Geografía
Aquebogue se encuentra ubicada en las coordenadas 40°56′N 72°37′O / 40.933, -72.617. Según la Oficina del Censo, la ciudad tiene un área total de 11,8 km² (4,6 mi²), de la cual 9,9 km² (3,8 mi²) es tierra y 1,8 km² (0,7 mi²) (15.42%) es agua.

## Demografía
Según la Oficina del Censo en 2000 los ingresos medios por hogar en la localidad eran de $54 453, y los ingresos medios por familia eran $60 375. Los hombres tenían unos ingresos medios de $38 776 frente a los $37 750 para las mujeres. La renta per cápita para la localidad era de $31 825. Alrededor del 10.8% de la población estaban por debajo del umbral de pobreza.